# 芋川正保
芋川 正保（いもかわ まさやす）は、芋川正章の三男。初め武田家に仕える。武田家滅亡後上杉家に仕えるが上杉家の転封により、信濃高井郡中村に留まり、中村と称す。